# Enrique Hertzog
Enrique Hertzog Garaizabal (La Paz, 10 de dezembro de 1896 — Buenos Aires, 18 de dezembro de 1981) foi um médico e político boliviano, que serviu como presidente de seu país entre 10 de março de 1947 e 22 de outubro de 1949.

## Biografia
Hertzog serviu como ministro de gabinete três vezes durante a presidência de Daniel Salamanca. Na eleição de 1947, Hertzog e seu vice-presidente, Mamerto Urriolagoitía, serviram como porta-estandartes do reconstituído Partido Unión Republicana Socialista. Desde o início de sua administração, Hertzog enfrentou graves distúrbios trabalhistas e uma forte oposição política.

Concluindo que seu astuto e obstinado vice-presidente era mais hábil em alcançar resultados, Hertzog deixou o cargo voluntariamente para Urriolagoitía, que completou o mandato em maio de 1951. No entanto, durante os dois anos de Hertzog no cargo, seu governo obteve melhorias na educação, nos serviços sociais e nas comunicações.